# I mördarens spår
I mördarens spår är en brittisk TV-serie (kriminalserie) med Helen Mirren i huvudrollen som kriminalkommissarie Jane Tennison, ursprungligen producerad och sänd från 1991 till 1996. Två ytterligare säsonger, med en märkbart äldre Tennison, tillkom 2003 och 2006. Serien är skapad av Lynda La Plante. 
Serien blev banbrytande bland polis- och kriminalserier för sin realism och råa ton samt för att den - som första serie i sin genre - visade upp en kvinnlig kommissarie i huvudrollen där Mirren snabbt gjorde Jane Tennison till något av en feministikon i rutan bland TV-tittare runt om i världen. Flera säsonger behandlar också uttryckligt Tennisons svårighet att bli tagen på allvar av sina manliga kollegor samt att balansera privatliv och relationer med en karriär som yrkesarbetande polis. Senare i serien blev detta fokus mindre tydligt och andra fenomen som rasism, etnisk och social segregering, migrations- och skuggsamhällen, krigsförbrytelser och gängproblematik vävdes in i handlingen. I och med att Jane blir etablerad i sin roll som luttrad, medelålders polischef ändras också hennes patos, och hon visar i senare säsonger minskad förståelse för kollegor som försöker ta plats på samma sätt som hon själv tidigare.
Helen Mirren har också belönats med fyra BAFTA-priser för sin prestation som Detective Chief Inspector Tennison. Totalt sju omgångar har spelats in genom åren, och enligt brittisk TV så skall den senaste i raden – I mördarens spår - Sista akten (Prime Suspect: The Final Act) från 2006 (som visades i SVT 8 och 9 april 2007) – vara den allra sista.
Förutom Helen Mirren ses bland övriga skådespelare i serien Tom Bell (Sgt Bill Otley), John Benfield (DCS Michael Kernan), Craig Fairbrass (DI Frank Burkin) och Robert Pugh (DS Alun Simms), samt gästskådespelare som Ralph Fiennes, Tom Wilkinson, Ciaran Hinds, Peter Capaldi, Robert Glenister och Zoë Wanamaker.

## Avsnitt/Serieomgångar
| År   | Svensk titel | Engelsk originaltitel                                                                               | Internationell/Europeisk titel       |
| ---- | --- | --------------------------------------------------------------------------------------------------- | ------------------------------------ |
| 1991 | Huvudmisstänkt / I mördarens spår - Ett högt pris                                                                     | Prime Suspect                                                                                       | Prime Supect 1: A Price to Pay       |
| 1992 | I mördarens spår - Operation Nadine                                                                                   | Prime Suspect 2                                                                                     | Prime Suspect 2: Operation Nadine    |
| 1993 | I mördarens spår - Själavårdaren                                                                                      | Prime Suspect 3                                                                                     | Prime Suspect 3: The Keeper of Souls |
| 1995 | 1) I mördarens spår - Ett barn försvinner; 2) I mördarens spår - Den enes bröd; 3) I mördarens spår - Oskyldigt dömd? | Prime Suspect 4: The Lost Child; Prime Suspect 4: Inner Circles; Prime Suspect 4: Scent of Darkness | - :: -                               |
| 1996 | I mördarens spår - Missräkningar                                                                                      | Prime Suspect 5: Errors of Judgement                                                                | - :: -                               |
| 2003 | I mördarens spår - Sista vittnet                                                                                      | Prime Suspect 6: The Last Witness                                                                   | - :: -                               |
| 2006 | I mördarens spår - Sista akten                                                                                        | Prime Suspect: The Final Act                                                                        | Prime Suspect 7: The Final Act       |